# Гієнові
Гієнові (Hyaenidae) — родина ссавців ряду хижих (Carnivora) та його підряду котовиді (Feliformia). Представники родини характеризуються невеликою головою з короткою, товстою або загостреною мордою, коротшими за передні задніми ногами та в результаті похилою спиною від плечової області до крижу. Кінцівки 4-палі (за винятком земляного вовка), з кігтями, що не втягуються; ступають на пальці. Хвіст волохатий, довгий, грубий, хутро утворює на шиї і уздовж спини гриву.

## Еволюція

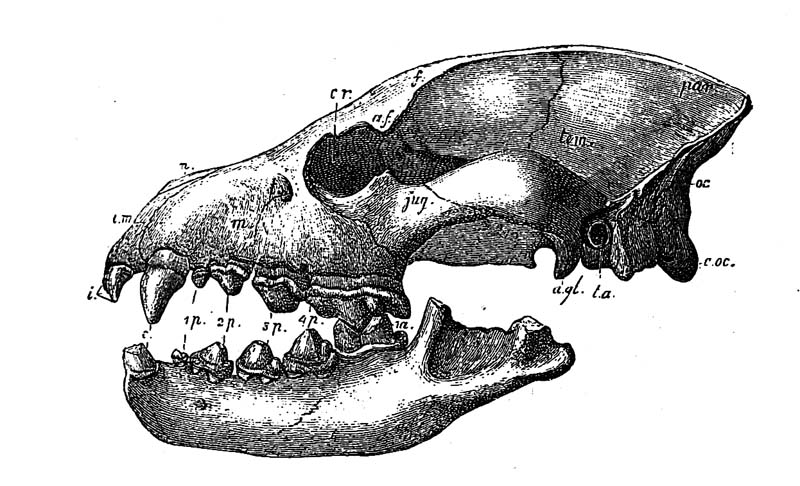
Череп бурої гієни

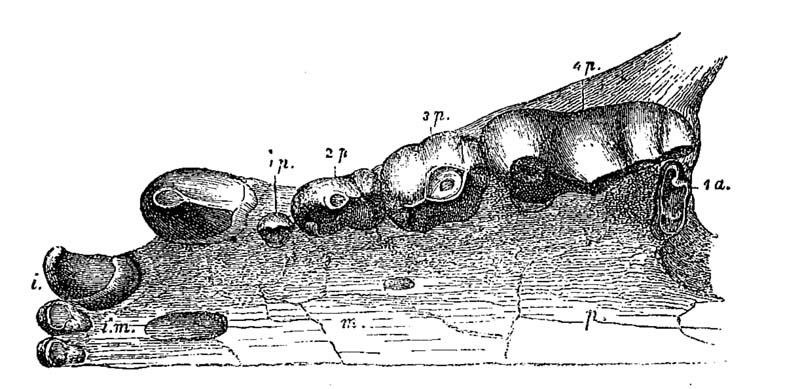
Нижня щелепа бурої гієни

### Найдавніші гієнові
Гієни, ймовірно, виникли 26 мільйонів років тому від дереволазних предків, що зовнішнім виглядом нагадували сучасну цівету смугасту. Plioviverrops, один з найранніших родів гієн, була гнучкою вівероподібною істотою, що мешкала в Євразії 20-22 мільйонів років тому. Цей рід визначають як саме гієн за аналізом частин середнього вуха, зубів та щелеп. Цей рід виявився успішним, його нащадки процвітають і зараз, хоча і мають вужчі щелепи та стрункіші ноги, подібно до сучасних псових у Північній Америці.
15 мільйонів років тому стародавні гієни, що нагадували псів, були досить поширеними та були представлені 30 різними видами. На відміну від їхніх сучасних нащадків, ці гієни не були пристосовані до розгризання кісток, а були більш схожими на вовків. Ці гієни мали схожі до псових зуби, що дозволяло їм доповнювати свій раціон рослинами і безхребетними.
П'ять-сім мільйонів років тому гієни не витримали конкуренції від псових, що переселилися з Північної Америки до Євразії через Берингів міст. Давні земляні вовки (Proteles cristatus) вижили, через те що були комахоїдними, до чого було пристосовано мало псових. Гієни ж зазнали еволюційних змін зубів, пристосувавшись до розгризання кісток, що дозволило їм уникнути конкуренції з псовими.
На відміну від псових, які процвітали в щойно колонізованій гієнами Євразії, тільки один рід гієн, подібний до гепарда, Chasmaporthetes, зумів потрапити до Північної Америки. Цей рід вимер приблизно 1,5 млн років тому.

### Гієни в плейстоцені

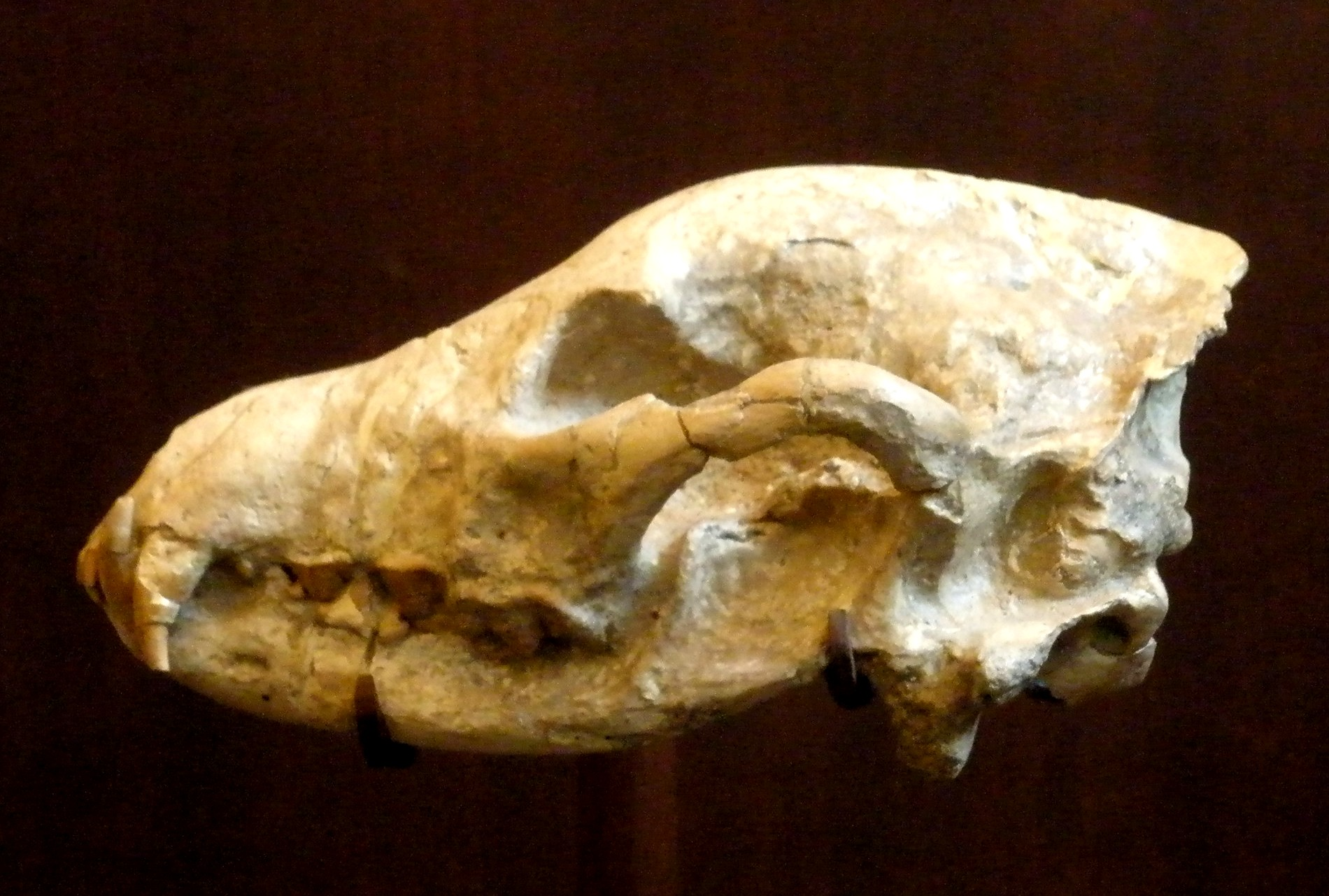
Череп Ictitherium viverrinum. Американський музей природознавства

Пік різноманіття гієн припав на плейстоцен. На той час існувало 4 роди й 9 видів гієн. Гієни, пристосовані до розгризання кісток, стали панівними падлоїдами Старого Світу, а їхнім головним раціоном стали рештки дичини, вбитої шаблезубими котами.
Одним з родів гієн був Pachycrocuta, вагою 200 кг, здатний розгризати кістки слонів. Після вимирання шаблезубих котів їхню екологічну нішу зайняли короткоіклові коти, ефективніші хижаки, а гієни почали власноруч полювати. У результаті розвилися нові види, зокрема сучасна плямиста гієна.

### Родинні зв'язки
Хоча гієни фізіологічно мають багато спільних рис з родиною псових, вони складають окрему родину, найтісніше пов'язану з родиною мангустових (Herpestidae), та разом з ними належать до підряду котовидих (Feliformia).

## Особливості сучасних гієнових

### Зовнішня морфологія
Довжина тіла 55–165 см, хвоста 20–33 см, маса 10–80 кг. Шерсть короткої або середньї довжини, жовтувато-сіра або брудно-бура з плямами і поперечними смугами. На верхній частині шиї і холці зазвичай шерсть довша й утворює гриву. Передні кінцівки довші за задні; шия товста, голова масивна, зуби і щелепи сильні. Мають 2 або 3 пари сосків. Кінцівки гієн чотирипалі (окрім земляного вовка, у якого на передніх лапах п'ять пальців), ступають на пальці. Пазурі великі, тупі, слабко викривлені, не втяжні.  У гієн існують специфічні шкірні анальні залози, які продукують секрет з різким запахом. 

### Краніологія
Череп великий, з потужними гребенями. Лицевий відділ подовжений, мозковий — невеликий. Виличні дуги масивні, широко розставлені в боки. Третій різець гієн більше двох інших. Ікла потужні (у гієн) або довгі та слабкі (у земляного вовка). Хижі зуби розвинені дуже сильно (у гієн) або, навпаки, — слабко (у земляного вовка). Передкутні зуби невеликі і широко відставлені один від одного (у земляного вовка) або, навпаки, потужні, конічної форми, з добре розвиненими коронками, пристосованими до роздроблення кісток (у гієн). Кутні зуби земляного вовка невеликі, у гієн вони великі та сильні.
Зубна формула всіх сучасних гієнових:

Зубна формула гієн

### Біологічні особливості
Статевий диморфізм розвинений надзвичайно слабо. Каріотип стійкий, складається з 40 хромосом.
Сімейні пари в гієн іноді зберігаються на все життя. Розмножуються вони раз на рік, вагітність триває 3-4 місяці, кількість дитинчат — 1-6. Статева зрілість настає у віці 2-4 роки. Тривалість життя (у неволі) до 25 років.

## Класифікація
Нижче наведена класифікація гієн згідно з книгою Маккенна та Белла «Класифікація ссавців», а щодо сучасних родин — згідно з книгою «Види ссавців на Землі» Вільсона і Рідера (Wilson, D. E., and D. M. Reeder Mammal Species of the World):

### Родина Hyaenidae
- †Tongxinictis (середній міоцен, Азія)

#### †Підродина Ictitheriinae
- †Herpestides (ранній міоцен, Африка й Євразія)
- †Plioviverrops (включає Jordanictis, Protoviverrops, Mesoviverrops; ранній міоцен й ранній пліоцен — Європа, пізній міоцен — Азія)
- †Ictitherium (=Galeotherium; включає Lepthyaena, Sinictitherium, Paraictitherium; середній міоцен — Африка, пізній міоцен й ранній пліоцен — Євразія)
- †Thalassictis (включає Palhyaena, Miohyaena, Hyaenictitherium, Hyaenalopex; середній й пізній міоцен — Азія, пізній міоцен — Африка й Європа)
- †Hyaenotherium (пізній міоцен й ?ранній пліоцен — Євразія)
- †Miohyaenotherium (пізній міоцен — Європа)
- †Lycyaena (пізній міоцен — Євразія)
- †Tungurictis (середній міоцен — Африка й Євразія)
- †Protictitherium (середній міоцен — Африка й Азія, середній й пізній міоцен — Європа)

#### Підродина Hyaeninae
- †Palinhyaena (пізній міоцен — Азія)
- †Ikelohyaena (ранній пліоцен — Африка)
- гієна — Hyaena (=Euhyaena, =Hyena; включає Parahyaena, Pliohyaena, Anomalopithecus) Ранній пліоцен (?середній міоцен) — Африка, пізній пліоцен (?пізній міоцен) й пізній плейстоцен — Євразія)
- †Hyaenictis (пізній міоцен — Азія?, пізній міоцен — Європа, ранній пліоцен (?ранній плейстоцен) — Африка)
- †Leecyaena (пізній міоцен й/або ранній пліоцен — Азія)
- †Chasmaporthetes (=Ailuriaena; включає Lycaenops, Euryboas; пізній міоцен й ранній плейстоцен — Євразія, ранній пліоцен й пізній пліоцен або ранній плейстоцен — Африка, пізній пліоцен й ранній плейстоцен — Північна Америка)
- †Pachycrocuta (пліоцен й плейстоцен — Євразія й Африка)
- †Pliocrocuta (пліоцен і ранній плейстоцен Євразії)
- †Adcrocuta (пізній міоцен — Євразія)
- Crocuta (=Crocotta; включає Eucrocuta; пізній пліоцен — Африка, пізній пліоцен й пізній плейстоцен — Євразія)

#### Підродина Protelinae
- Proteles (=Geocyon; плейстоцен — Африка)